# Șaptebani
Șaptebani è un comune della Moldavia situato nel distretto di Rîșcani di 1.740 abitanti al censimento del 2004